# Stanley Zeregbé
 (août 2025).
Motif : Sources insuffissantes
- Archive Wikiwix
- Bing
- Cairn
- DuckDuckGo
- E. Universalis
- Gallica
- Google
- G. Books
- G. News
- G. Scholar
- Persée
- Qwant
- (zh) Baidu
- (ru) Yandex
- (wd) trouver des œuvres sur Wikidata

| 1. | Préciser le motif de la pose du bandeau. | Précisez le motif de la pose du bandeau en utilisant la syntaxe suivante : {{admissibilité à vérifier\|date=août 2025\|motif=remplacez ce texte par le motif}}                       |
| 2. | Informer les utilisateurs concernés.     | Pensez à avertir le créateur de l'article, par exemple, en insérant le code ci-dessous sur sa page de discussion : {{subst:avertissement admissibilité à vérifier\|Stanley Zeregbé}} |

 (mars 2024).
Stanley Zeregbe-Miller (né le 4 février 1997 à Saint-Denis) est un joueur français de football américain évoluant au poste de defensive end pour les Mousquetaires de Paris en ELF.

## Biographie

### Carrière

#### Flash de La Courneuve
Zeregbe a commencé à jouer au football américain dans l'équipe de jeunes de Flash de La Courneuve en 2011. 
Il a disputé sa première saison en équipe sénior en 2017, lorsqu'il a remporté pour la première fois le Casque de Diamant en fin de saison. L'année suivante, il devient également champion de France avec le Flash. 

#### Black Panthers de Thonon
Pour la saison 2019, Zergebe rejoint les Black Panthers de Thonon. Avec les Panthers, Zeregbe a remporté son troisième titre de champion consécutif. En novembre 2019, Zeregbe a fait ses débuts en équipe de France lors du match contre la Serbie.

#### Retour au Flash de La Courneuve
Il revient à La Courneuve en 2020, mais la saison est annulée en raison de la pandémie de Covid-19. La saison GFL, au cours de laquelle il était sous contrat avec les Saarland Hurricanes, a également été annulée. 

#### Razorbacks de Ravensbourg
Il a été signé par les Razorbacks de Ravensburg pour la saison GFL 2021 . Là, il était le leader de l'équipe en termes de sack (8). Zergebe a terminé quatrième avec la France aux Championnats d'Europe 2021.

#### Thunder de Berlin
Pour la saison 2022 de la Ligue européenne de football (ELF), Zeregbe a été signé par le Berlin Thunder sous la direction de l'entraîneur-chef Johnny Schmuck. Il s'est vu refuser l'entrée sur le territoire turque dans le match à Istanbul lors de la 13e semaine, face au Istanbul Rams. Il a été titulaire lors des onze autres matchs de la saison et a enregistré 44 tackles et 6,5 sack. Avec le Thunder, il a raté les séries éliminatoires avec un bilan positif de 7 victoires pour 5 défaites. 

#### Mousquetaires de Paris
En octobre 2022, Zeregbe a assisté au NFL International Combine à Londres,. Le 8 décembre 2022, la nouvelle franchise ELF des Mousquetaires de Paris a annoncé la signature de Zeregbe pour la saison 2023. Il est prolongé d'un an à l'issue de cette saison.

## Statistiques
Dernière mise à jour : 17 août 2025
| Total | Seul                   | Ast.  | Sack | TFL | Forcés | Rec. |      |      |   |   |
| 2022  | Berlin Thunder         | ELF   | 11   | 44  | 23     | 21   | 6,5  | 11   | 1 | 0 |
| 2023  | Mousquetaires de Paris | ELF   | 11   | 26  | 12     | 14   | 6    | 9,5  | 1 | 0 |
| 2024  | Mousquetaires de Paris | ELF   | 14   | 41  | 30     | 11   | 9    | 12,5 | 2 | 1 |
| 2025  | Mousquetaires de Paris | ELF   | 12   | 13  | 6      | 7    | 2    | 1    | 1 | 0 |
| Total | Total                  | Total | 48   | 124 | 71     | 53   | 23,5 | 34   | 5 | 1 |